# Aeródromo de Mezén
El Aeródromo de Mezen (ruso: Аэродром Мезень; ICAO: ULAE; IATA: ) es una pista situada 4 km al norte de Mezén, en el óblast de Arjánguelsk, Rusia.
El espacio aéreo está controlado desde el FIR de Arjánguelsk-Talagi (ICAO: ULAA)

## Pista
El aeródromo de Mezén consta de dos pistas, una de hormigón  de 1.450x33 m. (4.757x108 pies) y otra de tierra de 700 m. (2.297 pies), ambas en dirección 13/31. Es capaz de aceptar los aviones Antonov An-24, Antonov An-26, Antonov An-30, Yakovlev Yak-40 y todo tipo de helicópteros.

## Aerolíneas y destinos
El Destacamento Aéreo de Narian-Mar vuela regularmente a este aeródromo regional.